# 井伊氏
井伊氏（いいし）は、武家・華族だった日本の氏族。近世大名としての祖・井伊直政は徳川家康に仕え、新参ながら若くして徳川家中最大の所領を与えられるまでになり徳川四天王に数えられた。子孫も近江国彦根藩の主家として譜代大名中最大の石高を有し、幕府大老を輩出した。維新後華族に列し伯爵家となる。

## 出自
井伊氏は藤原北家の後裔（系譜上では藤原良門の息子である藤原利世の子孫とされる）として、江戸時代の『寛永諸家系図伝』で、公式に称しているが、『尊卑分脈』など優良な系図史料において藤原利世という人物がどこにも見えないため、藤原北家の後裔とすることを否定する説も存在する。おなじく藤原南家（為憲流工藤氏）の後裔とする説もあり、室町時代後期以来「藤原」を称している史料は現地に残っている。

## 中世
井伊氏は中世に約500年間、遠江国井伊谷 の庄を本貫として治めたとされる。
井伊氏の初見は『保元物語』に源義朝に従う兵として見える「遠江国には、横地・勝田・井八郎」である。また、『吾妻鏡』建久6年（1195年）3月10日条に載る東大寺供養の行列に「伊井介」、寛元3年（1245年）正月9日条に載る弓始めの儀に「三番 井伊介」とみえ、有力な鎌倉御家人であったことがわかる。
建治元年（1275年）京都若宮八幡宮社の再建に当たり、御家人に費用の捻出が求められた際、遠江国在住の井伊氏は3貫文の費用を提供した。
南北朝時代、井伊行直は遠江介に任ぜられ井伊介〈いいのすけ〉と称した。行直は後醍醐天皇の皇子・宗良親王の元に参じて南朝方として挙兵、井伊谷城（井伊城）に招いて保護した。しかし、北朝方の高師泰・仁木義長らに攻められて落城した。 浜松市浜名区三ヶ日町の大福寺所有の『瑠璃山年録残篇裏書』によれば、建武3年/延元元年（1336年）9月、「美差太郎」という武士が井伊氏本城の三岳城を攻撃し、「中条氏」という者を討ち取ったとされる。建武4年/延元2年（1337年）7月には、北朝方の駿河守護今川氏と対立していたが三方原での戦いに敗れた。暦応元年（1338年）には、宗良親王が三岳城に入った。暦応2年（1339年）7・8月の戦いでは、高師泰・泰兼の攻撃を受け、支城の鴨江城が落とされた。同年10月には三岳城の西方を守る千頭ヶ峯城、さらに井伊氏の庶流である上野直助の居城、上野砦も落城した。暦応3年（1340年）1月には、本城の三岳城が落城した。応安4年/建徳2年（1371年）に今川了俊が懐良親王討伐のために九州へ下向した際に従軍した氏族として、横地・勝間田・奥山・井伊・笹瀬・早田・河井の名前が見えるため、井伊氏は今川氏の軍門に降ったとされる。九州下向の際に従軍した井伊氏の個人名は不明であり、井伊氏庶流の奥山氏の奥山直朝の名前が見える。直朝は、天授元年/建徳2年（1375年）3月3日の背振山の戦いで討死した。また、至徳元年/元中元年（1384年）5月には、直朝の子・奥山朝藤が、宗良親主の弟にあたる無文元選を招き、寺地を寄進して方広寺を建立している。
戦国時代の花倉の乱や河東の乱では今川義元と対立する側に付き、駿遠を領する義元とは微妙な関係であった。桶狭間の戦いで井伊直盛は義元に従って討ち死にしたが、養子の直親は謀反を企てたとして戦後まもなく今川氏真に討たれている（ただし、直親が当主であったことや今川氏に討たれたとする明証はないとする指摘もある）。一族を多く失ったこの遠州錯乱の時期に、直盛の子の井伊直虎が家督を継いだが、結果として支配力は低下、勢力は大きく衰退し、井伊谷城と累代の所領は家臣の横領や武田信玄の侵攻により数度失われている。

## 近世以降

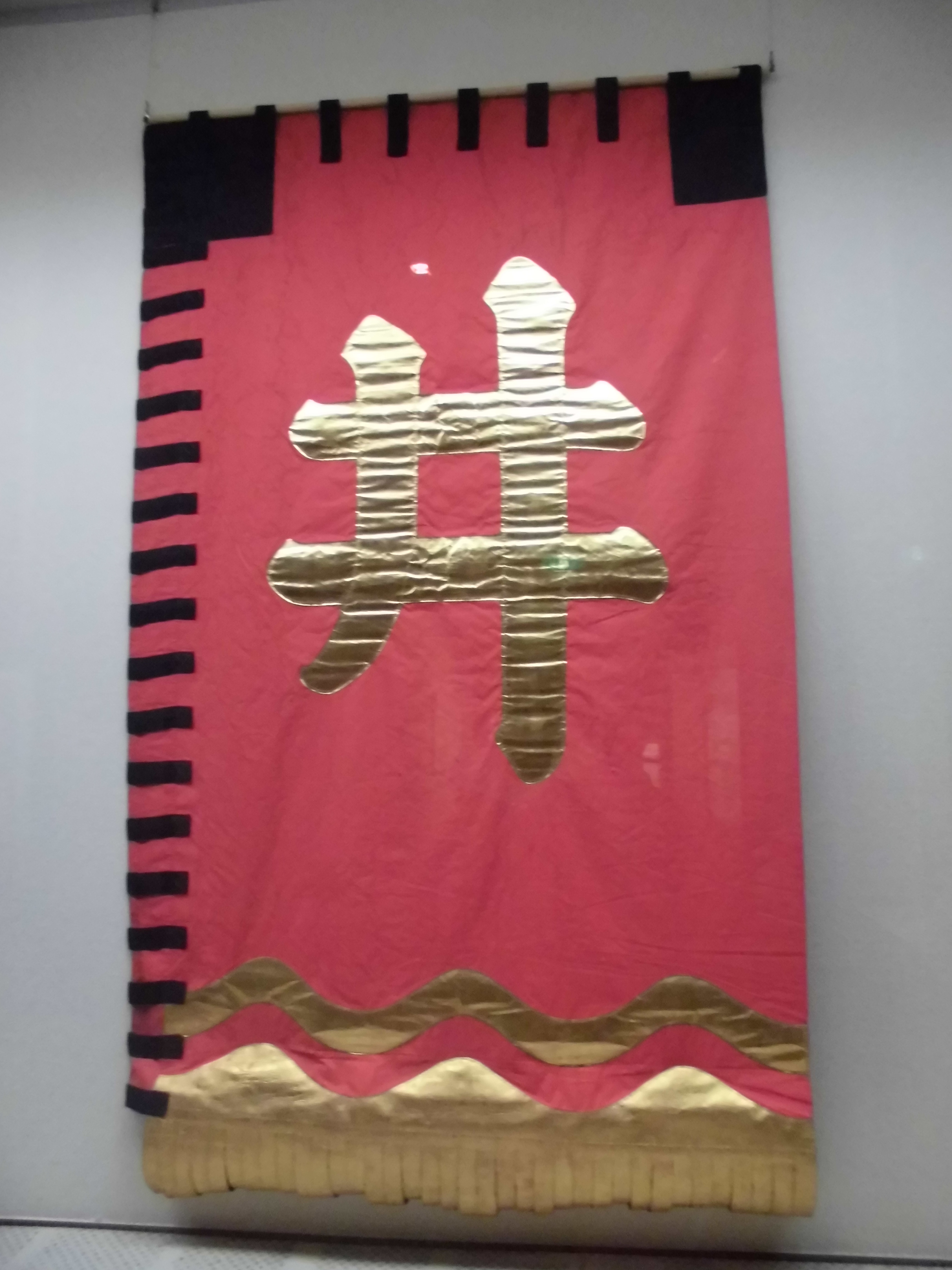
井伊氏の軍旗

### 宗家（彦根藩主家・伯爵家）
1575年（天正3年）、直親の遺児の井伊直政（後に徳川四天王の1人となる）は今川氏を滅ぼした徳川家康を頼り、多くの武功をたて、1590年（天正18年）には家康の関東入府に伴い上野国箕輪12万石、関ヶ原の戦いの後には近江国佐和山に18万石を与えられる。
直政の死後、子の直勝は1604年（慶長9年）に同国彦根に築城した。この築城は幕府が諸大名に御手伝普請を命じたものであった。直勝は1615年（元和元年）幕命により弟の直孝に藩主の座を譲った。直孝の代に30万石の譜代大名となる。直勝は安中藩3万石の藩主となった。
譜代大名筆頭として、江戸時代を通じて直澄・直該・直幸・直亮・直弼と5代6度（直該が2度。なお直孝・直澄が大老になったかどうかは議論がある）の大老職を出した。また、堀田家、雅楽頭酒井家、本多家などの有力譜代大名が転封を繰り返す中、1度の転封もなかった。
江戸時代末期の藩主直弼は老中阿部正弘の死後に大老となり、将軍後継問題では南紀派を後援し、一橋派への弾圧である安政の大獄を行うが、桜田門外の変で暗殺された。その後、幕政の混乱の責任を直弼に押し付けられる形で10万石減封されて20万石となった。大政奉還後、最後の藩主直憲は譜代筆頭でありながらも藩論を転向し、鳥羽・伏見の戦い以降戊辰戦争では徳川討滅の急先鋒として新政府側に属して戦った。その功績により維新後の明治2年（1869年）には2万石の賞典禄が下賜された。
同年に大名と公家が統合されて華族制度が成立すると井伊家も大名家として華族に列するとともに、版籍奉還で彦根藩知藩事に転じ、1871年（明治4年）の廃藩置県まで務めた。
版籍奉還の際に定められた個人財産たる家禄は現米で9403石。明治9年8月5日の金禄公債証書発行条例に基づき、家禄・賞典禄と引き換えに支給された金禄公債の額は31万5000円（華族受給者中18位）。この井伊家の金禄公債の計算のベースは、家禄9403石と賞典禄実額5000石を合計した1万4403石であり、幕末に禄高を2/3にされた減封分は、賞典禄のおかげで、最終的な金禄公債においては、完全に取り戻せた感がある。当時の直憲の住居は東京市麹町区一番町にあった。
華族令施行後で華族が五爵制になると、明治17年（1884年）7月7日に旧中藩知事として伯爵に列した。井伊伯爵家の邸宅は東京市淀橋区角筈にあった(現在の東日本電信電話本社の場所)。
井伊直憲伯爵の死後、その次男の井伊直忠が爵位を継承した。井伊直忠伯爵の子井伊直愛は、井伊家の旧領である彦根市の市長を1953年から9期にわたって務めた。現当主（18代）井伊岳夫は彦根市役所勤務、彦根城博物館長。17代直豪の長女裕子と結婚して直豪の養子となり井伊家を継承した。

### 分家（与板藩主家・子爵家）
井伊直政の長男直勝は表向きは病弱だったとされ、幕命により本家を弟に明け渡す形となった。直勝は亡父直政の官名「兵部少輔」を襲ったが、この系統の家臣はまた小野氏等の戦国期以来の井伊氏譜代が多かったと伝わる。安中藩から西尾藩、掛川藩と転封されたが、直勝の曾孫である掛川藩主直朝の時に発狂を理由に改易となった。
しかし、宗家（掃部頭家）から直興（直該）の四男直矩（直朝の妻の兄弟）を迎えて家名再興存続が許され、無城主格2万石の越後与板藩主となった。その後、10代直朗が若年寄となって城主格に昇格した。
直安の代に明治維新を迎え、明治2年に華族制度が成立すると華族に列するとともに、版籍奉還で与坂藩知藩事に転じ、1871年（明治4年）の廃藩置県まで務めた。
版籍奉還の際に定められた個人財産たる家禄は現米で719石。明治9年8月5日の金禄公債証書発行条例に基づき家禄と引き換えに支給された金禄公債の額は1万6861円48銭5厘（華族受給者中262位）。当時の直安の住居は東京市浅草区向柳原にあった。当時の家扶は北村叶。
明治17年（1884年）7月8日、華族令施行で華族が五爵制になったことにより旧小藩知事として子爵位を与えられた。明治29年（1896年）1月には貴族院議員に選出され、大正9年（1920年）12月まで在任した。15代直方も貴族院議員を務める。17代井伊脩は大学で文学を専攻し作詞家・作曲家となり、作品集『鉛のドラマ–井伊脩歌集』などを出版している。
現当主（18代）井伊達夫（旧姓：中村）は、甲冑・刀剣史学研究家として知られる。平成19年（2007年）に17代脩と養子縁組して名跡を継ぎ、2018年現在、京都府京都市東山区花見小路にある京都井伊博物館の館長となっている。NHK大河ドラマ『おんな城主 直虎』の放送開始を受け、甲冑「紺糸威本小札胴丸」、脇差「直江志津兼友作の脇差」などを展示している。

## 家臣団
井伊家は直政の頃に領地・家臣を与えられて家臣団が成立し、三度に渡る加増を受けた近江や上野の出身家臣が特に多い。また、武田氏滅亡後の武田遺領を巡る天正壬午の乱における働きで知行安堵が行われた武田遺臣や駿河の今川氏、相模の後北条氏など旧戦国大名家の遺臣も召し抱えており、「井伊年譜」によれば武田遺臣らを附属された初期の家臣団は「～衆」といった組により編成されている。

## 史料
- 『井伊家譜』
- 『井伊年譜』
- 「井伊家系譜」（『新修彦根市史 第六巻 史料編 近世1』）

## 系図
歴代の数え方には諸説ある。江戸時代には、『寛永諸家系図伝』に記されるとおり、江戸幕府や井伊家で公式なものとした系図は、初代共保、2代共家、3代共直、4代惟直、5代盛直、6代良直、7代弥直、8代泰直、9代行直、10代景直、11代忠直、12代氏直、13代直平、14代直宗、15代直盛、16代直親、17直政とかぞえる。
また、幕末に国学者長野義言が作成した「訂正井家御系図案」では、『保元物語』に登場する「井八郎」を「5代道直」、南北朝期の人物道政・高顕ら計7名を追加して、直政を24代とした。